# Liturgia di San Giovanni Crisostomo (Čajkovskij)
La liturgia di S. Giovanni Crisostomo (in russo Литургия санатора Ионана Златоуста?, Liturgiya svyatogo Ioanna Zlatoustai) è una composizione sacra per coro a cappella di Pëtr Il'ič Čajkovskij, composta nel 1878. Consiste in arrangiamenti di testi tratti dalla Divina Liturgia di San Giovanni Crisostomo, il più celebrato dei servizi eucaristici della Chiesa ortodossa orientale. L'arrangiamento di Čajkovskij costituisce il primo "ciclo musicale unificato" della liturgia.

## Musica e struttura
Mentre la maggior parte dell'opera utilizza canti tradizionali slavi con semplici impostazioni omofoniche, Tchaikovsky ha composto nuova musica e impostazioni libere per sei dei movimenti. Questi includono i movimenti 6, 8, 10, 11, 13 e 14. I movimenti 10 e 11 hanno una certa polifonia e imitazione, offrendo un contrasto con la disposizione a blocchi di accordi della maggior parte dell'opera.
L'opera è composta da 15 divisioni principali. Le esecuzioni richiedono circa dai 48 ai 50.
| Sequenza | Lingua slava ecclesiastica (Russian transliteration) | Traslitterazione in caratteri latini       | Traduzione in italiano |
| -------- | ---------------------------------------------------- | ------------------------------------------ | ---------------------- |
| I        | Аминь. Господи помилуй                               | Amin. Gospodi pomilui                      | Amen. Kyrie eleison    |
| II       | Слава: Единородный Сыне                              | Slava: Edinorodniy Syne                    | Gloria                 |
| III      | Приидите, поклонимся                                 | Priidite, poklonimsya                      | Venite, adoriamo       |
| IV       | Аллилуйя                                             | Alliluiya                                  | Alleluia               |
| V        | Слава Тебе Господи                                   | Slava tyebe gospodi                        | Gloria a te, o Signore |
| VI       | Херувимская песнь                                    | Kheruvimskaya pyesn                        | Inno dei Cherubini     |
| VII      | Господи помилуй                                      | Gospodi pomilui                            | Kyrie eleison          |
| VIII     | Верую во Единаго Бога Отца                           | Veruyu vo Yedinago Boga Otsa               | Credo                  |
| IX       | Милость мира                                         | Milost mira                                | Misericordia di pace   |
| X        | Тебе поем                                            | Tebye poyem                                | Ti inneggiamo          |
| XI       | Достойно есть                                        | Dostoino yest                              | Vale la pena mangiarlo |
| XII      | Аминь. И со Духом Твоим, Господи, помилуй            | Amin. I so dukhom tvoyim, Gospodi, pomilui | Amen. Kyrie eleison    |
| XIII     | Отче наш                                             | Otche nash                                 | Padre nostro           |
| XIV      | Хвалите Господа с небес                              | Khvalitye Gospoda s nebyes                 | Gloria                 |
| XV       | Благословен грядый во имя Господне                   | Blagoslovyen gryadiy vo imya Gospodnye     | Sanctus                |